# Prut (jednotka)
Prut je historická délková jednotka. Měla postupně několik variant:
- Jako první ji ve 13. století zavedl Přemysl Otakar II., délka odpovídala přibližně 4,7808-násobku dnešního metru (což je přibližně 8 loktů)
- Ve 14. století měl prut délku cca 2,92 metru.
- Ve vídeňské jednotkové soustavě , platné na českém území v letech 1764 až 1876, byl zaveden inženýrský prut o délce 3,16081 dnešního metru.

## Alternativní hodnoty
- Hájkova kronika uvádí 1 prut o délce 621 metrů = 25 provazců po 42 loktech.
- alternativní hodnota odpovídala prý 10 Fuss, což činilo 3,161 metrů (zdroj: Malý slovník jednotek měření)

## Názvy v jiných zemích
- hasta - Nizozemsko, Švédsko, Finsko
- pret - Polsko
- rod - Anglie
- rode - Dánsko, Norsko
- roede - Nizozemsko
- Rute - Německo
- stong - Norsko
- stang - Švédsko
- virga - středověká latina

## Použitý zdroj
- Malý slovník jednotek měření, vydalo nakladatelství Mladá fronta v roce 1982, katalogové číslo 23-065-82